# Youssoufia
Youssoufia är en stad i Marocko och är huvudort i provinsen med samma namn vilken är en del av regionen Marrakech-Safi. Folkmängden uppgick till 67 628 invånare vid folkräkningen 2014. Staden ligger 60 km från Ben Guerir och 90 km från Marrakech.
Youssoufias historia började 1931 då det gjordes ett fosfatfynd som uppkallades efter den franske ingenjören Louis Gentil. Fosfaten blev sedan den viktigaste ekonomiska källan för staden som växte fram på platsen. Fyndigheten av fosfat i Youssoufia klassades som den näst viktigaste källan i landet, efter den i staden Khouribga.